# 국립수의과학검역원
국립수의과학검역원은 대한민국의 농림수산식품부 산하 정부기관으로 가축방역과 전염성 질병 진단, 수입 동물 및 축산물에 대한 검역·검사, 가축 질병 예방 사업 등의 업무를 담당하였다. 2011년 6월 15일 농림수산검역검사본부로 통합되었다.

## 업무
국립수의과학검역원의 주요 업무는 다음과 같다.
1. 수입 동물이나 축산물에 대해서는 검역을 하고, 수입 축산식품에 대해서는 위생검사를 한다. 검역은 해외악성가축전염병 유입방지를 목적으로 하며, 위생검사는 불량 유해축산물 유입방지를 목적으로 한다.
2. 가축 질병 방역 사업을 수행한다. 구제역 긴급 방역, 조류 인플루엔자 방역을 한 바 있다.
3. 국산 축산식품 위생관리 및 안전성 검사를 수행한다. 국산 쇠고기, 돼지고기, 닭고기 등과 우유, 유가공품 등을 대상으로 한다.

기타 업무는 다음과 같다.
1. 수의과학기술개발 연구 업무를 수행한다.
2. 동물용 의약품 등의 검정/검사 및 안전관리를 수행한다.
3. 동물보호 및 복지 사업 업무를 수행한다.

## 역사
- 국립수의과학검역원의 역사는 동물검역소, 수의과학연구소에 뿌리를 두고 있다. 이 두 기관은 1998년 8월 1일, 당시 농림부 산하 국립수의과학검역원으로 통합되었다.[2]
- 2006년에는, 약 605명의 인원이 근무하고 있다.[1] 2008년 기준으로, 검역원 본원은 경기도 안양시 만안구 중앙로에 소재한다.
- 2011년 6월 15일 국립식물검역원, 국립수산물품질검사원과 함께 농림수산검역검사본부로 통합되었다.

## 주요 조직
폐지 당시의 국립수의과학검역원 주요 조직은 다음과 같다.
- 위생검역부
  - 축산물안전과
  - 검역검사과
  - 감시조사과
  - 위생정보과
  - 축산물규격과
  - 독성화학과
- 질병방역부
  - 질병관리과
  - 역학조사과
  - 질병진단센터
  - 동물보호과
  - 동물약품관리과
  - 동물약품평가과
- 동물위생연구부
  - 세균과
  - 수의생명공학과
  - 바이러스과
  - 해외전염병과
  - 조류질병과

지원에는 서울, 인천, 중부, 영남, 호남, 제주 지원이 있다.